# Résolution 236 du Conseil de sécurité des Nations unies
Membres permanents
- Chine (Taïwan)
- États-Unis
- France
- Royaume-Uni
- URSS

Membres non permanents
- Argentine
- Brésil
- Bulgarie
- Canada
- Danemark
- Éthiopie
- Inde
- Japon
- Mali
- Nigéria

Résolution no 235 Résolution no 237
La Résolution 236  est une résolution du Conseil de sécurité des Nations unies adoptée le 11 juin 1967, dans sa 1357e séance, après avoir noté les rapports verbaux du Secrétaire général, le Conseil a condamné les violations du cessez-le-feu demandé dans la résolution 234. Le Conseil a demandé que le Secrétaire général continue ses investigations et de faire un rapport dès que possible et a affirmé sa demande d'un cessez-le-feu. 
Le Conseil a demandé le retour rapide à des positions de cessez-le-feu de toutes les troupes qui pourraient avoir été déplacé vers le front après 16h30 heure GMT le 10 juin 1967, et a appelé à la pleine coopération avec le chef d'état-major de l'Organisme des Nations unies chargé de la surveillance de la trêve  pour la mise en œuvre du cessez-le-feu.
La réunion, demandée par la Syrie, a adopté la résolution 236 à l'unanimité.

## Vote
La résolution a été approuvée à l'unanimité.

## Contexte historique
Cette résolution n'a pas été respectée par Israël.

## Texte
- Résolution 236 Sur fr.wikisource.org
- Résolution 236 Sur en.wikisource.org